# Mizaga
Mizaga is een geslacht van spinnen uit de  familie van de Dictynidae (kaardertjes).

## Soorten
- Mizaga chevreuxi Simon, 1898
- Mizaga racovitzai (Fage, 1909)